# Pierre Le Baud
Pierre Le Baud (Saint-Ouën-des-Toits, 1450 circa – 29 settembre 1505) è stato un presbitero e storico francese noto per i suoi scritti sulla storia della Bretagna.
Fu cappellano della duchessa Anna di Bretagna.

## Biografia
Nacque a Saint-Ouën-des-Toits, ai confini con la Bretagna. Entrando nella chiesa venne aggregato alla diocesi di Nantes. Divenne cantore e cappellano della Cattedrale di Laval e continuò a servire come cappellano del dignitario locale, Guy de Laval, e poi di Margherita di Foix, moglie di Francesco II di Bretagna. Dopo la morte del duca, divenne cappellano della nuova duchessa, sua figlia Anna. Sembra aver sostenuto il matrimonio di Anna con il re Carlo VIII di Francia.
Morì il 29 settembre 1505. La data esatta è nota per merito di una nota scritta da suo nipote, Bertrand d'Argentré, anche lui un ecclesiastico e storico, che continuò il lavoro di Le Baud.

## Opere

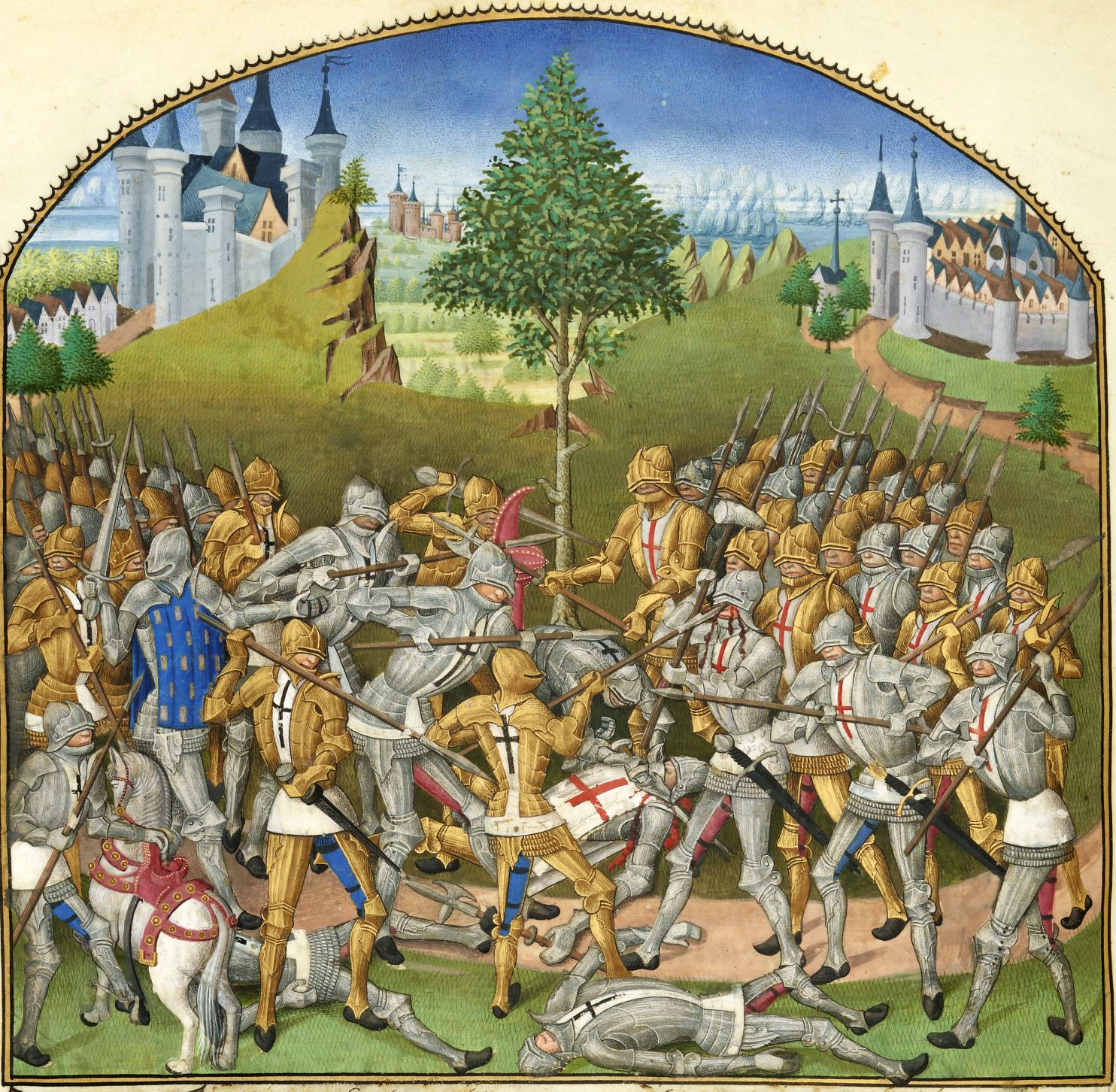
Una illustrazione del Combat des Trente (Combattimento dei Trenta): un manoscritto miniato di Le Baud, Compillation des cronicques et ystoires des Bretons (1480)

Le Baud compilò due storie della Bretagna. La prima fu creata durante il regno del duca Francesco e riporta complesse argomentazioni genealogiche volte a stabilire la legittimità e l'antichità della Casa di Montfort. Conosciuto come Compillation des cronicques et ystoires des Bretons (Compendio delle cronache e storie dei bretoni), racconta le storie degli antichi britoni dal mitico troiano Bruto, la migrazione dei britoni in Bretagna e la storia bretone fino alla morte di Arturo III di Bretagna nel 1458. Più tardi fu tradotto in latino da Bertrand d'Argentré, che continuò la narrazione fino ai suoi giorni, nel regno del re Francesco I.
Oltre che per il suo valore intrinseco, il "Compendio" di Le Baud è importante perché incorpora letteralmente, e quindi preserva, alcune primissime pubblicazioni della storia della Bretagna, come la Vita di San Goeznovius e Cronaca di Nantes].
La sua seconda opera, Cronique des roys et princes de Bretaigne armoricane (Cronaca dei re e principi della Britannia Armoricana) fu completato nel 1505, essendo stato scritto su richiesta della duchessa Anna.
Le Baud scrisse anche altre opere, compreso Chronicles de Vitre, Le Discours de l'Origine et Antiquité de Laval e Le Bréviaire des Bretons, un racconto in versi della storia bretone/britannica che comprende una versione della storia di Re Leir.
Gli scritti di Le Baud vennero pubblicati per la prima volta nel 1638 da Pierre d'Hozier, che inserì diverse opere con il titolo Storia della Bretagna, con le cronache delle case di Vitré e Laval. Arthur de La Borderie osservò che c'erano alcune differenze significative tra l'edizione di Hosier e un manoscritto superstite di una delle opere nella Biblioteca nazionale di Francia.